# بخش مرکزی شهرستان لنده
بخش مرکزی، یکی از بخش‌های شهرستان لنده در استان کهگیلویه و بویراحمد ایران است. مرکز این بخش، شهر لنده است.

## تقسیمات کشوری
- بخش مرکزی شهرستان لنده
  - دهستان طیبی گرمسیری شمالی
  - دهستان عالی طیب

شهر: لنده

## جمعیت
بر پایه سرشماری عمومی نفوس و مسکن در سال ۱۳۹۵، جمعیت بخش مرکزی شهرستان لنده برابر با ۱۸٬۹۵۱ نفر بوده‌است.